# Les Ailes dans l'ombre
Pour plus de détails, voir Fiche technique et Distribution.
Les Ailes dans l'ombre (Wings in the Dark) est un film américain réalisé par James Flood, sorti en 1935.

## Synopsis
Sheila Mason, aviatrice « sans peur et sans reproche », se marie avec Ken Gordon, un as de la mécanique, toujours en pleine création. Mais, à la suite d'un accident, il devient aveugle. Ne renonçant pas à sa passion, il décide de devenir écrivain, envoyant à divers journaux spécialisés ses dernières inventions. Mais aucun ne semble intéressé.

## Fiche technique
- Titre : Les Ailes dans l'ombre
- Titre original : Wings in the Dark
- Réalisation : James Flood
- Scénario : Jack Kirkland et Frank Partos d'après un roman de Philip D. Hurn et Nell Shipman
- Adaptation : Dale Van Every et E.H. Robinson
- Production : Arthur Hornblow Jr. et Emanuel Cohen producteur exécutif (non crédité)
- Société de production : Paramount Pictures
- Musique : Heinz Roemheld (non crédité)
- Photographie : William C. Mellor
- Montage : William Shea (non crédité)
- Direction artistique : Hans Dreier et A. Earl Hedrick	(non crédités)
- Pays d'origine : États-Unis
- Langue : anglais
- Format : Noir et blanc - Son : Mono (Western Electric Noiseless Recording)
- Genre : Film d'aventure
- Durée : 75 minutes
- Dates de sortie :
  - États-Unis : 1er février 1935
  - France : 3 mai 1935

## Distribution
- Myrna Loy : Sheila Mason
- Cary Grant : Ken Gordon
- Roscoe Karns : Nick Williams
- Hobart Cavanaugh : Mac
- Dean Jagger : Top Harmon
- Russell Hopton : Jake Brashear
- George MacQuarrie : Crawford
- Matt McHugh : Mécanicien
- Graham McNamee : Annonceur radio
- Lightning : le chien

## Autour du film
- Film produit par Arthur Hornblow Jr. qui, un an plus tard, épousa Myrna Loy.